# Miss Li

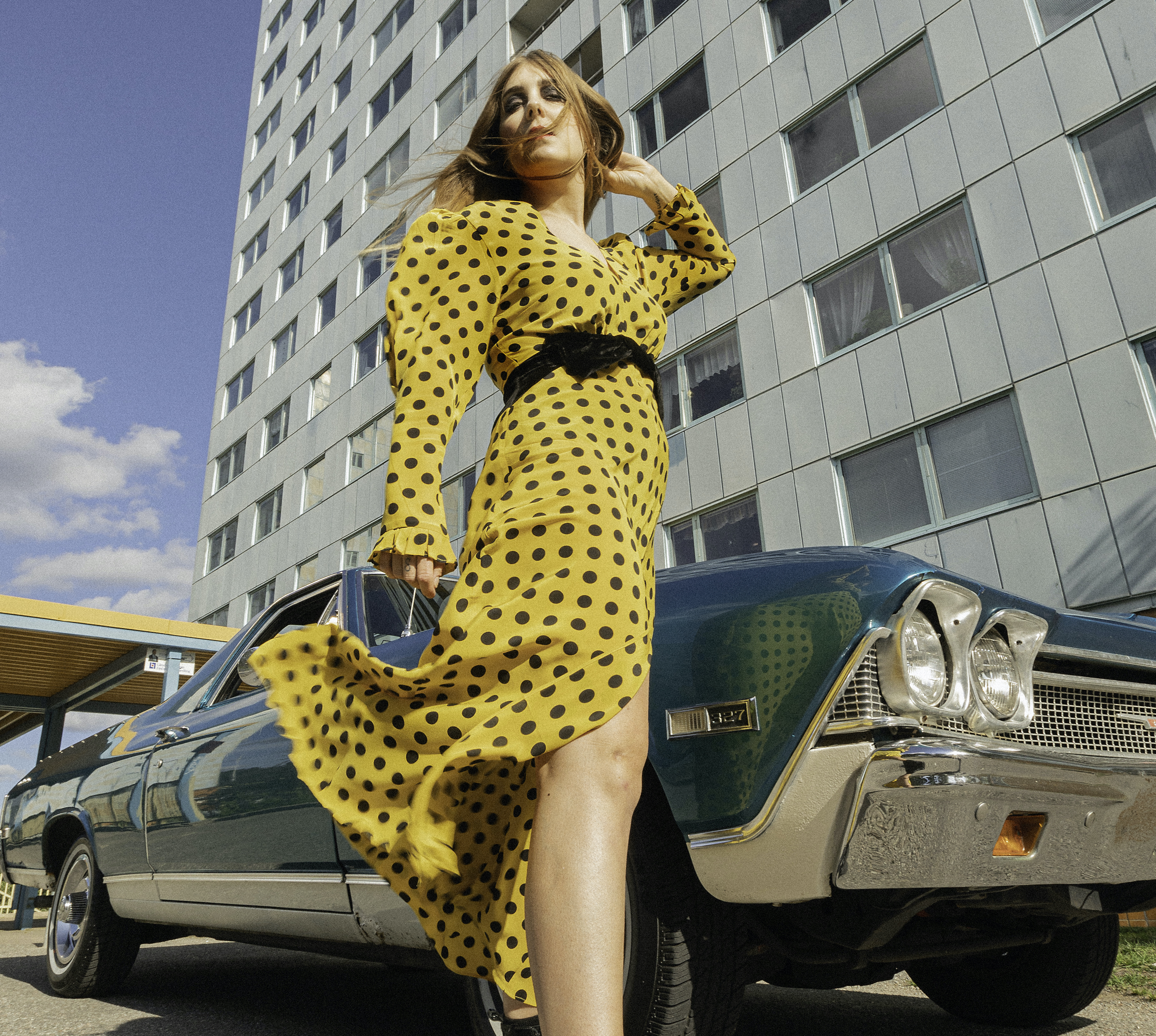
Miss Li 2020.

Miss Li, egentligen Linda Therese Karlsson, född 21 juli 1982 i Borlänge kyrkobokföringsdistrikt, dåvarande Kopparbergs län, är en svensk popsångare, låtskrivare, pianist och före detta allsvensk fotbollsspelare. Miss Li spelar en typ av pianopop som bygger på en blandning av flera olika musikstilar såsom blues-, jazz-, kabaré- och folkmusik. Hennes låtskrivande präglas av många influenser, med en riktning mot modern pop. Hon skriver tillsammans med sin producent tillika make Sonny Boy Gustafsson.

## Biografi

### Tidiga år
Hon växte upp i Borlänge.
Som 17-åring spelade Karlsson fotboll för den då allsvenska klubben Ornäs BK, efter att som ung spelat i moderklubben Forssa BK. Hon arbetade i växeln hos Taxi Borlänge fram till 2001, innan hon bestämde sig för att flytta till Stockholm och satsa på musiken.

### Tidig karriär
Miss Li började under 2006 komponera och skriva egna låtar på sitt elpiano och lade ut låtarna på Myspace. Hennes My Space-sida fick en snabbt ökande tillströmning av besökare. Redan under hösten 2006 fick hon ett skivkontrakt och släppte, under namnet Miss Li, sitt debutalbum Late Night Heartbroken Blues i november samma år.
Förutom att Miss Li släppte tre album inom loppet av ett år, medverkade hon även på Lars Winnerbäcks album Daugava och Maia Hirasawas debutalbum Though, I'm Just Me. Hennes låt "Ba ba ba" blev nummer 21 på Trackslistans årslista för 2008.
Under 2012 medverkade Miss Li i tredje säsongen av TV-programmet Så mycket bättre. Där framförde hon i första programmet Pugh Rogefeldts låt "Här kommer natten", vilken klättrade upp som etta på Digilistan 11 november 2012. I det andra programmet sjöng hon "Nåt för dom som väntar" av Olle Ljungström.

### Paus och nystart
Efter Så mycket bättre tog Miss Li en paus från musiken för att fokusera på låtskrivande åt andra artister, men återupptog artistkarriären 2016. År 2017 släpptes albumet A Womans Guide to Survival med singlarna "Bonfire", "Aqualung" (guld), "Love Hurts", "The Day I Die (I Want You to Celebrate)" och "Beautiful" som låg på Svensktoppen i ett år, maximala längden som tillåts. På singeln "Dangerous" medverkar Nea Nelson. Albumet nominerades för en Grammis i kategorin "Årets pop".
Under sommaren 2019 släppte Miss Li låten "Blommorna" tillsammans med rapparen Petter. Under hösten samma år medverkade Miss Li i Så mycket bättre för andra gången, där hon bland annat tolkade "Lev nu dö sen" av Petter, "Då börjar fåglar sjunga" av GES, Timbuktus låt "Allt grönt" och "Kaffe och en cigarett" av Olle Ljungström. ”Lev nu dö sen” gick upp på första plats på singellistan och var sedan bland de 50 mest spelade låtarna i Sverige under 2020.
Den 22 november 2019 släpptes ”Close Your Eyes” av Felix Jaehn med VIZE och Miss Li, där Miss Li också är med som låtskrivare. "Close Your Eyes" nådde den tyska topplistans andraplats.

### 2020-talet
Den 28 februari släpptes ”Komplicerad”, den första singeln från ett kommande album. Den släpptes även på engelska som ”Complicated”. Tillsammans har versionerna uppnått 7 x platina-status och nådde som bäst topplistans andra  plats. Den 16 juli 2020 var Miss Li sommarvärd för Sommar i P1 och blev en av årets mest lyssnade sommarpratare. Under 2020 släpptes även singlarna ”Starkare” / ”Stronger” och ”Terapi” / ”Therapy”.
När 2020 summerades av Spotify konstaterades att Miss Li var Sveriges mest streamade kvinnliga artist. "Lev nu dö sen" och "Komplicerad" var Sveriges tredje respektive fjärde mest streamade låtar totalt.
Den 22 januari 2021 släpptes singeln ”Förlåt” / ”Sorry”. Den 30 april 2021 släpptes singeln  "Instruktionsboken". Den återfinns även på engelska, "The Manual".  Den 19 augusti 2021 släpptes singeln  "Utan Dig". Den återfinns även på engelska, "Without You".
Miss Li släppte albumet Underbart i all misär den 24 september 2021. Den 12 november 2021 släppte en engelsk version av albumet under namnet Wonderful Misery.
Den 28 mars 2022 släppte hon singeln “X”. Den 28 oktober 2022 släpptes singeln “Hälsa Gud”.
Den 31 mars 2023 släppte Miss Li singeln “Ålderdomshemmet”. Den 26 maj 2023 släpptes singeln “Ta mig (för den jag är)”. Den 9 juni 2023 släpptes “Våran sång" som även var Sveriges officiella låt i VM i fotboll för damer.

### Privatliv
Miss Li är gift med sin producent Sonny Boy Gustafsson.

## Diskografi

### Album
- Late Night Heartbroken Blues (2006)
- God Put a Rainbow in the Sky (2007)
- Songs of a Rag Doll (2007)
- Dancing the Whole Way Home (2009)
- Beats & Bruises (2011)
- Tangerine Dream (2012)
- Wolves (2013)
- A Woman's Guide to Survival (2017)
- Underbart i all misär (2021)
- Wonderful Misery (2021)
- Livet, Döden, skiten däremellan (2024)

### Singlar
- "Oh Boy" (2006)
- "High on you" (2007)
- "I'm Sorry, He's Mine" (2007)
- "Let Her Go" (2007)
- "Gotta Leave My Troubles Behind" (2007)
- "Why Don't You Love Me" (2008)
- "Ba Ba Ba" (2008)
- "I Heard of a Girl" (2009)
- "Dancing the Whole Way Home" (2009)
- "Stupid Girl" (2009)
- "Bourgeois Shangri-La" (2010)
- "I Can't Get You Off My Mind" (2011)
- "You Could Have It (So Much Better Without Me)" (2011)
- "Hit It" (2011)
- "My Heart Goes Boom" (2012)
- "Plastic Faces" (2012)
- "It Ain't Over" (2012)
- "Spaceship" (2013)
- "Transformer" (2013)
- "I Finally Found It" (2014)
- "Bonfire" (2016)
- "Aqualung" (2017)
- "Love Hurts" (2017)
- "The Day I Die (I Want You to Celebrate)" (2017)
- "Den vintertid nu kommer" (2018)
- ”Blommorna” (2019)
- "Lev nu dö sen" (2019)
- "Until It All Ends" (2019)
- "Everything's alright" (2019)
- ”Kaffe och en cigarett” (2019)
- "Då börjar fåglar sjunga" (2019)
- ”Close your eyes (2019)
- "Komplicerad" (2020)
- "Complicated" (2020)
- ”Starkare” (2020)
- "Stronger" (2020)
- ”Terapi” (2020)
- "Therapy" (2020)
- ”Förlåt” (2021)
- "Sorry" (2021)
- "Instruktionsboken" (2021)
- "The Manual" (2021)
- "Utan Dig" (2021)
- "Without You" (2021)
- "Tidsmaskin" (2021)
- "Time Machine" (2021)
- "X" (2022)
- "Hälsa Gud" (2022)
- "Ålderdomshemmet" (2023)
- "TA MIG (för den jag är)" (2023)
- "Våran sång" (2023)
- ”Misstag” (2024)
- ”Maraton” feat. Eah Jé (2024)
- "Verktygslådan" (2024)
- "Småstadsdrömmar" (2024)
- "21 juli" (2024)

### TV
- Grey's Anatomy (S.6)
- Allsång på skansen
- Moraeus med mera (2011)
- Så mycket bättre (2012)
- Så Mycket Bättre (2019)
- Tack för musiken! (2024)

### Samlingsalbum
- Best of 061122-071122 (2007)
- Singles and Selected (2012)

## Utmärkelser
- 2020 – Årets hållbara artist (vid Grammisgalan)[25]
- 2024 – Ulla Billquist-stipendiet[26]

## Galleri

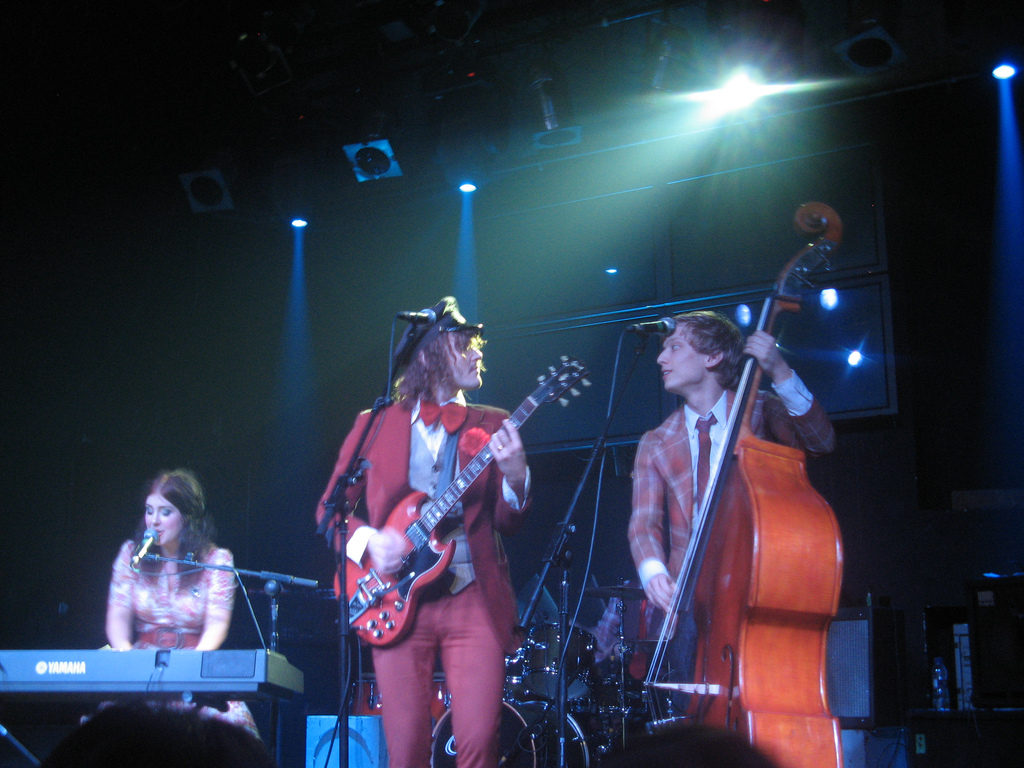
Miss Li med sitt band 2007
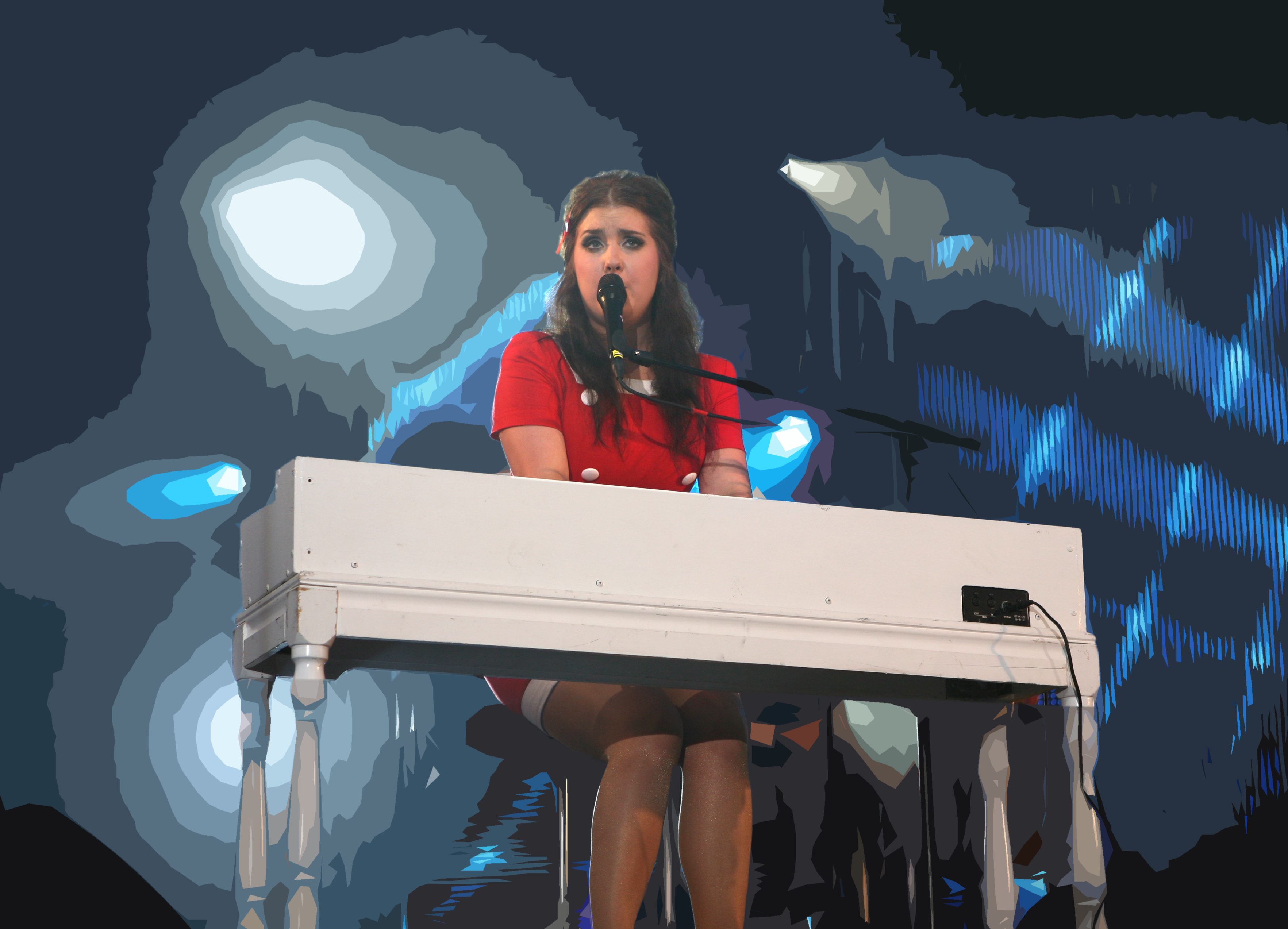
Miss Li 2009
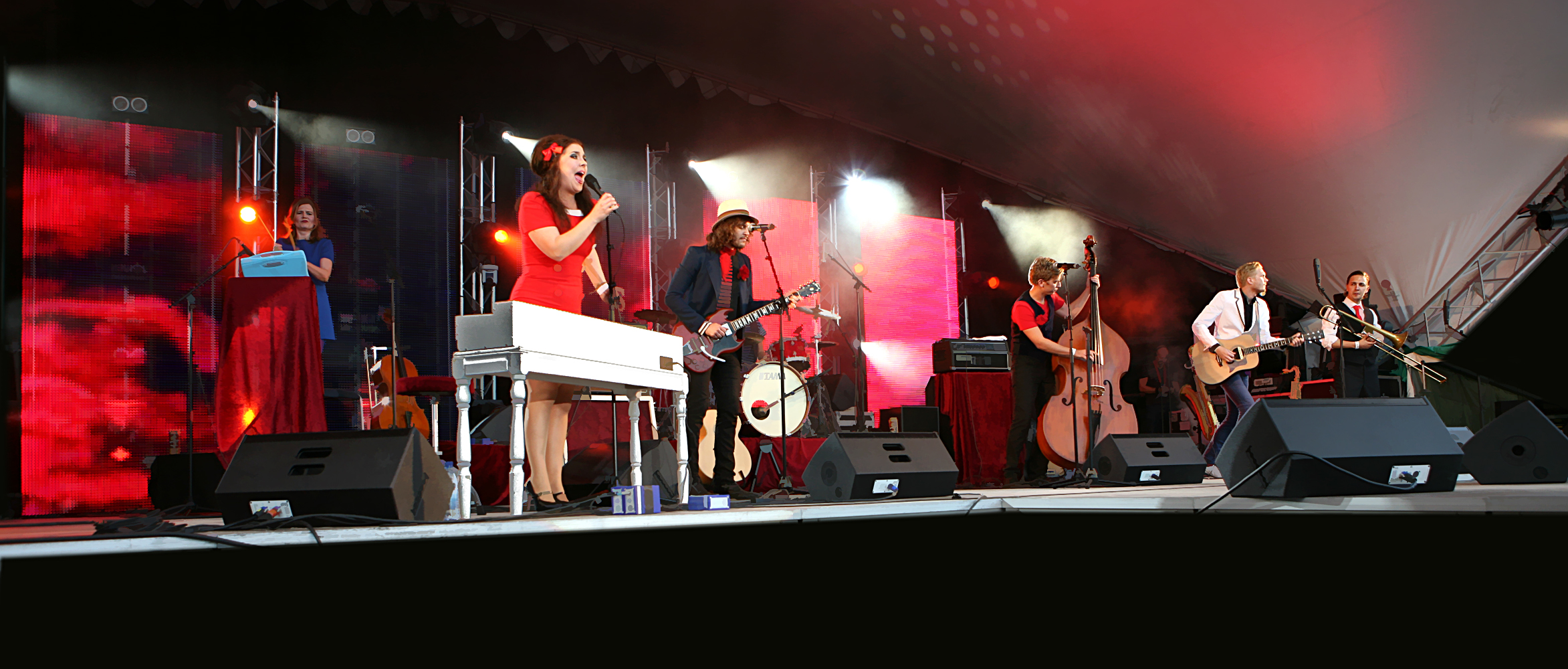
Miss Li med band 2009
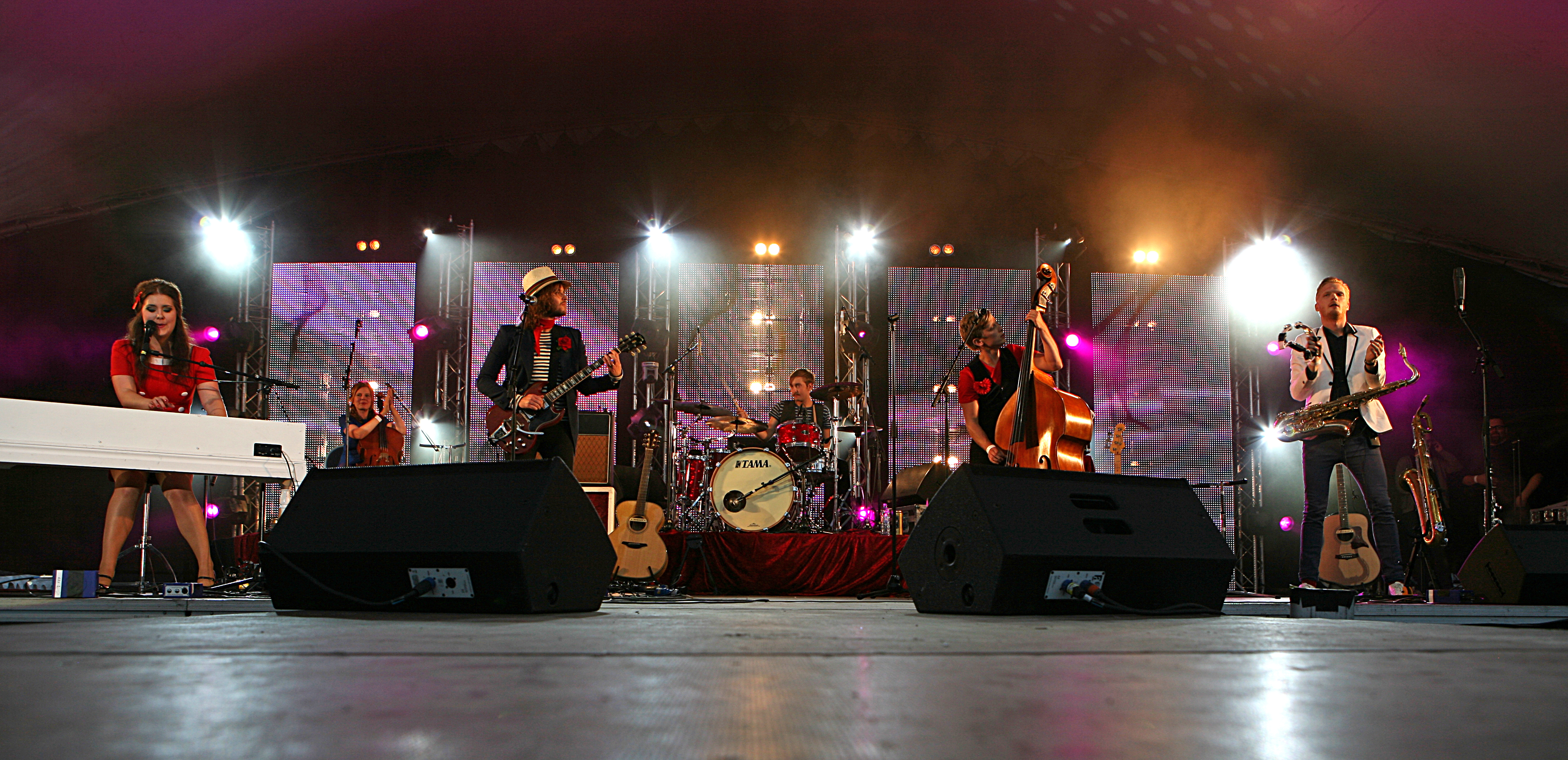
Miss Li med band 2009